# Diablos Rojos del México (baloncesto)
Para el equipo de béisbol, véase Diablos Rojos del México.
Los Diablos Rojos del México es un equipo de la Liga Nacional de Baloncesto Profesional con sede en Ciudad de México.

## Historia
Los Diablos Rojos del México debutaron en la Temporada 2024 como equipo de expansión.
Pierden su primera final al caer en la Copa Value 2024 ante Halcones de Xalapa por marcador de 67 a 80.
Se coronan campeón en su torneo debut en la temporada LNBP 2024 venciendo en la final a los Halcones de Xalapa en 5 juegos.
Además, los Diablos obtuvieron un doblete en dos deportes profesionales diferentes, ya que en septiembre de ese mismo año conquistaron la Liga Mexicana de Béisbol 2024..

## Gimnasio
Los Diablos Rojos del México tienen como sede el Gimnasio Olímpico Juan de la Barrera con capacidad para 5,242 personas.

## Jugadores

### Roster
| Diablos Rojos del México Temporada 2025 |    |                           |                                      |
| C U E R P O T É C N I C O               |    |                           |                                      |
| Entrenador                              |    | Bandera de Argentina      | Nicolás Casalánguida                 |
| Asistente                               |    | Bandera de Argentina      | Elian Villafañe                      |
| J U G A D O R E S                       |    |                           |                                      |
| Alero                                   | 0  | Bandera de México         | Luis Manuel Ochoa Sánchez (Baja)     |
| Ala-Pívot/Pívot                         | 1  | Bandera de Senegal        | Pape Malik Dime                      |
| Base                                    | 3  | Bandera de Estados Unidos | Dontrell Chaquan Brite               |
| Base                                    | 5  | Bandera de Estados Unidos | Daishon Smith                        |
| Alero                                   | 7  | Bandera de México         | José Alberto Cruz Abarca             |
| Escolta                                 | 8  | Bandera de Argentina      | Luciano González                     |
| Pívot                                   | 9  | Bandera de Letonia        | Kriss Helmanis                       |
| Alero                                   | 10 | Bandera de Estados Unidos | Alphonso Anderson                    |
| Base                                    | 11 | Bandera de México         | Luis Arahón Andriassi Quintana       |
| Ala-pívot                               | 12 | Bandera de México         | Rodrigo Eusebio Domínguez Martínez   |
| Escolta                                 | 22 | Bandera de Estados Unidos | Michael Justice Smith                |
| Pívot                                   | 23 | Bandera de Brasil         | Andre Felipe Barbosa de Abreu (Baja) |
| Alero                                   | 24 | Bandera de Venezuela      | Michael Alberto Carrera Gamboa       |
| Alero                                   | 33 | Bandera de México         | Yahir Gael Bonilla Silva             |
| Base                                    | 44 | Bandera de Letonia        | Toms Leimanis                        |
| Ala-Pívot                               | 99 | Bandera de México         | Sebastián Reynoso Jiménez (Inactivo) |
| = Capitán                               |    |                           |                                      |
| = Lesionado                             |    |                           |                                      |

 =  Cuenta con nacionalidad mexicana. 

### Roster Campeón 2024
A continuación se muestra tanto al roster de jugadores, como al cuerpo técnico, que participó con Diablos Rojos del México en el primer campeonato de su historia.
| Diablos Rojos del México Temporada 2024 |    |                           |                                      |
| C U E R P O T É C N I C O               |    |                           |                                      |
| Entrenador                              |    | Bandera de Argentina      | Nicolás Casalánguida                 |
| Asistente                               |    | Bandera de Argentina      | Elian Villafañe                      |
| J U G A D O R E S                       |    |                           |                                      |
| Base/Escolta                            | 1  | Bandera de Estados Unidos | Diego Bernard (Baja)                 |
| Alero                                   | 2  | Bandera de México         | Yahir Gael Bonilla Silva             |
| Escolta                                 | 3  | Bandera de Estados Unidos | Aaron Malik Harrison (Baja)          |
| Base                                    | 6  | Bandera de Argentina      | Santiago Scala                       |
| Alero                                   | 7  | Bandera de México         | José Alberto Cruz Abarca             |
| Escolta                                 | 8  | Bandera de Argentina      | Luciano González                     |
| Pívot                                   | 10 | Bandera de Senegal        | Pape Malik Dime                      |
| Escolta                                 | 12 | Bandera de Estados Unidos | Avry Holmes                          |
| Pívot                                   | 13 | Bandera de Senegal        | Cheikh Tidiane Mbodj (Baja)          |
| Alero                                   | 20 | Bandera de México         | Ricardo Rodríguez Molinar (Inactivo) |
| Alero                                   | 21 | Bandera de Estados Unidos | Cecil Williams (Baja)                |
| Escolta                                 | 22 | Bandera de Estados Unidos | Michael Justice Smith                |
| Alero                                   | 24 | Bandera de Venezuela      | Michael Alberto Carrera Gamboa       |
| Alero                                   | 27 | Bandera de Panamá         | Daniel Oscar Girón Villarreal        |
| Pívot                                   | 28 | Bandera de México         | Irving Fernando Martínez Crespo      |
| Ala-pívot                               | 31 | Bandera de Estados Unidos | Joseph John Avila Jr.                |
| Pívot                                   | 35 | Bandera de Brasil         | Maique Tavares de Oliveira (Baja)    |
| Pívot                                   | 44 | Bandera de Estados Unidos | Joshua Bryan Ibarra Edge             |
| = Capitán                               |    |                           |                                      |
| = Lesionado                             |    |                           |                                      |

 =  Cuenta con nacionalidad mexicana. 